# Petrella Salto
Petrella Salto là một đô thị ở tỉnh Rieti trong vùng Latium, có khoảng cách khoảng 60 km về phía đông bắc của Roma và cách khoảng 20 km southvề phía đông của Rieti. Tại thời điểm ngày 31 tháng 12 năm 2004, đô thị này có dân số 1.332 người và diện tích là 102 km².
Petrella Salto giáp các đô thị: Antrodoco, Borgo Velino, Cittaducale, Concerviano, Fiamignano, Longone Sabino, Pescorocchiano, Varco Sabino.